# Piers-Gaveston-Gesellschaft

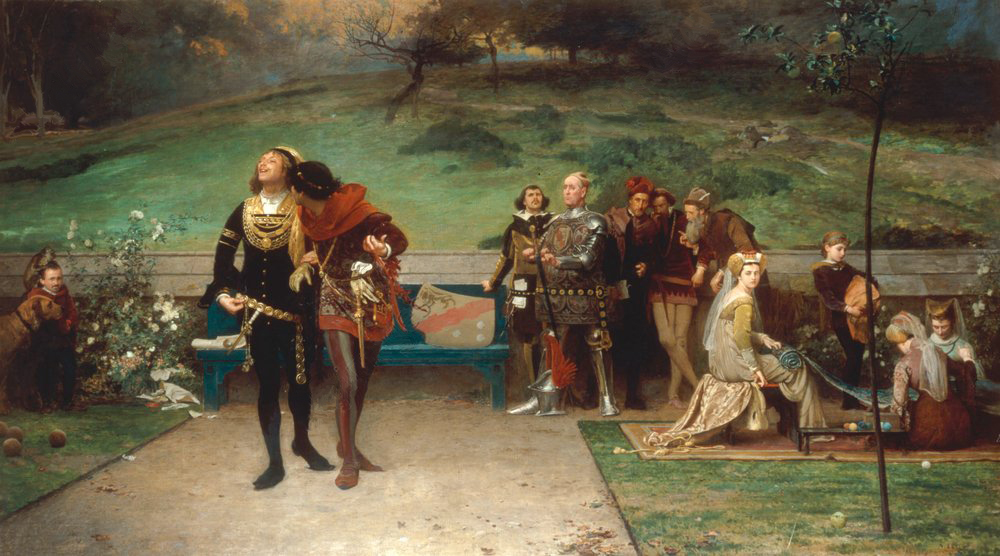
Edward II. and his Favourite, Piers Gaveston, Marcus Stone, 1872

Die Piers-Gaveston-Gesellschaft, oder kurz Piers Gav, ist ein 1977 an der University of Oxford gegründeter Dining-Club. Er ist nach Piers Gaveston, dem Günstling von König Edward II. von England, benannt. In den letzten Jahren haben Partys der Gesellschaft vermehrt die Aufmerksamkeit der Klatschpresse auf sich gezogen.

## Geschichte
Die Piers-Gaveston-Gesellschaft wurde 1977 von einer Gruppe von Freunden gegründet, darunter der Brauereierbe Valentine Guinness (jüngerer Sohn des 3. Baron Moyne). Damals war die Mitgliedschaft auf 12 männliche Mitglieder begrenzt. 1986 behauptete ein Artikel der The Washington Post, dass Graf Gottfried von Bismarck (jüngerer Sohn von Ferdinand, Prinz von Bismarck) Mitglied der Gesellschaft sei, und beschrieb den Club als „ursprünglich eine rein schwule Gruppe [in der] die Mitglieder sich in Drag kleiden und sich öffentlich zur Schau stellen müssen“.
Die Gesellschaft geriet erstmals 1983 in den Blickpunkt der Öffentlichkeit, als Fotos vom Ball im Park Lane Hotel an die Öffentlichkeit gelangten, darunter Fotos des jungen Schauspielers Hugh Grant und Nigella Lawsons.

## Motto und Wappen
Das Motto des Clubs lautet lateinisch: “(Sane) non memini ne audisse unum alterum ita dilexisse” und lässt sich in etwa mit „Wahrlich, niemand erinnert sich daran, von einem Mann gehört zu haben, der einen anderen so sehr genoss“ übersetzen. Das Wappen des Clubs ist eine Abwandlung des ursprünglichen Wappens von Piers Gaveston.

## Aktivitäten
Einige bezeichnen den Club als extrem und berichten von geheimen Veranstaltungen, bei denen Drogenkonsum und ausschweifender Sex stattfinden, während andere sagen, dass die Veranstaltungen des Clubs – zumindest in den 1990er Jahren – nicht so skandalös und dekadent waren, wie die Medien sie darstellten.
Teilnehmer müssen angeblich vor der Teilnahme an den Veranstaltungen der Gesellschaft eine Geheimhaltungsvereinbarung unterzeichnen, und Handys sind nicht erlaubt.

## Mitgliedschaft
Die Mitgliedschaft ist auf 10 Studenten beschränkt, die in Meister und Gehilfen unterteilt sind.
Um der Gesellschaft als Gehilfe beizutreten, muss ein Student an einer Party teilnehmen, bevor er einen Antrag stellt und von den bestehenden Mitgliedern gewählt wird. Im zweiten Jahr der Mitgliedschaft werden sie zu Meistern und einem Gehilfen zugeordnet.
Nicht-Mitglieder werden zu den meisten Veranstaltungen eingeladen, einschließlich der Winter-, Frühlings- und Sommerbälle. Jedes Mitglied kann Dutzende von Gästen einladen, die von anderen Mitgliedern abgelehnt werden können, wenn sie für ungeeignet befunden werden.

## Schweinegate
Schweinegate bezieht sich auf eine unbestätigte Anekdote eines britischen Abgeordneten, wonach der ehemalige britische Premierminister David Cameron im Rahmen einer Initiationszeremonie der Piers Gaveston Society „einen privaten Teil seiner Anatomie“ in den Mund eines toten Schweins gesteckt haben soll. Die Piers Gaveston Society erhielt aufgrund des Schweinegate erhebliche Medienaufmerksamkeit. Cameron hat diese Behauptungen vehement bestritten.